# Amparo Fernández
Amparo Fernández (Valencia, 21 de febrero de 1961) es una actriz española, conocida por interpretar a la rueda de Susana Ruiz en la telenovela Acacias 38.

## Biografía
Amparo Fernández nació el 21 de febrero de 1961 en Valencia (España), y además de la actuación también se dedica al teatro.

## Carrera
Amparo Fernández de 2000 a 2012 actuó en el drama médico Hospital Central, mientras que en 2001 comenzó a trabajar en la serie dramática Cuéntame cómo pasó. Luego protagonizó series como Ventdelplà, Aída, La que se avecina, B&b, de boca en boca, Sé quién eres y Señoras del (h)AMPA. También participó en varias películas como en 2006 en El síndrome de Svensson, en 2010 en Tres metros sobre el cielo, en 2011 en Mientras duermes, en 2016 en Vulcania, en 2020 en La Última Cena, en 2021 en El sustituto y en 2022 en HollyBlood, Vasil y Un mal día lo tiene cualquiera. De 2015 a 2021 fue elegida por TVE para interpretar el papel de Susana Ruiz en la telenovela Acacias 38 y donde actuó junto a actores como Raúl Cano, María Tasende, Miguel Diosdado, Sandra Marchena, Jorge Pobes, Antonio Lozano, Jordi Coll y Marian Arahuetes.

## Filmografía

### Cine
| Año  | Título                         | Personaje           | Director                               |
| ---- | ------------------------------ | ------------------- | -------------------------------------- |
| 2006 | El síndrome de Svensson        |                     | Kepa Sojo                              |
| 2010 | Tres metros sobre el cielo     | Jueza               | Fernando González Molina               |
| 2011 | Mientras duermes               | Sra. de la limpieza | Jaume Balagueró                        |
| 2015 | Vulcania                       | Mujer furiosa       | José Skaf                              |
| 2020 | La Última Cena                 |                     | Toni Agustí y María Sánchez Torregrosa |
| 2021 | El sustituto                   | Rosario viuda       | Óscar Aibar                            |
| 2022 | HollyBlood                     | Sor Learza          | Jesús Font                             |
| 2022 | Vasil                          | Mujer Bridge 1      | Avelina Prat                           |
| 2022 | Un mal día lo tiene cualquiera | Eva Hache           |                                        |

### Televisión
| Año       | Título                                 | Personaje               | Notas                                                      |
| --------- | -------------------------------------- | ----------------------- | ---------------------------------------------------------- |
| 1985      | La huella del crimen                   |                         | 1 episodio                                                 |
| 2000-2012 | Hospital Central                       | María, madre de Adriana | 1 episodio                                                 |
| 2001      | Severo Ochoa. La conquista de un Nobel | Madre 1                 | 1 episodio                                                 |
| 2003      | Otra ciudad                            | Madre Germán            | Película de televisión dirigida por César Martínez Herrada |
| 2003      | Arroz y tartana                        |                         | Película de televisión dirigida por José Antonio Escrivá   |
| 2009      | El cor de la ciutat                    | Clara Milans            | 1 episodio                                                 |
| 2009      | Ventdelplà                             | Lola                    | 1 episodio                                                 |
| 2011      | Cuéntame cómo pasó                     | Colombia                | 1 episodio                                                 |
| 2011-2014 | La Riera                               | Julia Robles            | 3 episodios                                                |
| 2012      | Germanes                               | Isabel                  | Película de televisión dirigida por Carol López            |
| 2013      | Aída                                   | Mari Carmen             | 1 episodio                                                 |
| 2013-2014 | La que se avecina                      | Magistrada              | 2 episodios                                                |
| 2013-2014 | La que se avecina                      | Marga                   | 2 episodios                                                |
| 2015      | B&b, de boca en boca                   |                         | 1 episodio                                                 |
| 2015      | Res no tornarà a ser com abans         | Domi                    | Película de televisión dirigida por Carol López            |
| 2015-2021 | Acacias 38                             | Susana Ruiz             | 1290 episodios                                             |
| 2016      | Estudio 1                              | Rosa María Beltrán      | 1 episodio                                                 |
| 2017      | Estoy aquí                             |                         |                                                            |
| 2019      | Señoras del (h)AMPA                    | Concha                  | 4 episodios                                                |
| 2021      | Todo lo otro                           | Madre Dafne             | 4 episodios                                                |
| 2022      | Despres de tu                          | Sandra                  | 2 episodios                                                |
| 2022      | Madres. Amor y vida                    |                         | 6 episodios                                                |
| 2022      | Desaparecidos                          | Soledad                 | 1 episodio                                                 |
| 2022      | Smiley                                 | Rosa                    | 6 episodios                                                |

### Cortometrajes
| Año  | Título                | Personaje | Director        |
| ---- | --------------------- | --------- | --------------- |
| 2004 | Manual de amor        |           | Ricardo Molina  |
| 2009 | Detalles              | Laura     | Octavio Guerra  |
| 2021 | Sí, quiero (Corredor) |           | Alfonso Sánchez |

## Teatro
| Año       | Título                          | Director                        | Teatro                                  |
| --------- | ------------------------------- | ------------------------------- | --------------------------------------- |
| 1981-1995 | Ananda dansa                    | Rosangeles Valls y Edison Valls | Compañía estable de danza contemporánea |
| 2000      | Las troyanas de eurípidies      | Irene Papas-Jurguen Muller      | Teatro de la Generalitat Valenciana     |
| 2000      | La ronda                        | Ximo Solano                     | Teatro Micalet                          |
| 2002      | El diluvio que viene            | José Luis Moreno                |                                         |
| 2003      | Bailando bailando               | Joan Peris                      | Teatro Micalet                          |
| 2006      | 987 Días                        | Carol López                     | Teatro Micalet                          |
| 2008      | Germanes                        | Carol López                     |                                         |
| 2010      | Bulevar                         | Carol López                     |                                         |
| 2011      | Julieta y Romeo                 | Marc Martínez                   |                                         |
| 2011      | La gaviota                      | Eduardo Vasco                   | Teatro de la Generalitat Valenciana     |
| 2012      | El pueblo                       | Jaume Pérez                     |                                         |
| 2013-2014 | Hermanas                        | Carol López                     | Teatro Maravillas de Madrid             |
| 2014-2015 | El crimen de la hermana campana |                                 | Teatro Rialto de Valencia               |
| 2017      | Tierra del fuengo               | Claudio Tolcachir               |                                         |
| 2019-2020 | Las Bárbaras                    | Carol López                     |                                         |
| 2020      | Sombra y realidad               | Pilar G. Almansa                | Teatro Español de Madrid                |
| 2022      | La casa del dolor               | Víctor Sánchez Rodríguez        | Teatro Nacional de Cataluña             |
| 2022      | La Florida                      | Víctor Sánchez Rodríguez        | Matadero Madrid                         |

## Premios y reconocimientos
Premio de la Crítica de Barcelona
| Año  | Categoría    | Resultado |
| ---- | ------------ | --------- |
| 2008 | Mejor actriz | Ganadora  |